# Phyllobrotica stenidea
Phyllobrotica stenidea is een keversoort uit de familie bladkevers (Chrysomelidae). De wetenschappelijke naam van de soort werd in 1932 gepubliceerd door Schaffer.